# Коркоран (Минесота)
Коркоран (енгл. Corcoran) град је у америчкој савезној држави Минесота.

## Демографија
По попису из 2010. године број становника је 5.379, што је 251 (-4,5%) становника мање него 2000. године.
| Група             | 2000.         | 2010.         |
| Белци             | 5.417 (96,2%) | 4.951 (92,0%) |
| Афроамериканци    | 11 (0,2%)     | 20 (0,4%)     |
| Азијати           | 99 (1,8%)     | 183 (3,4%)    |
| Хиспаноамериканци | 49 (0,9%)     | 152 (2,8%)    |
| Укупно            | 5.630         | 5.379         |